# George Binney
Pour les articles homonymes, voir Binney.
Frederick George Binney, né le 23 septembre 1900 à Great Bookham et mort le 27 septembre 1972 à Jersey, est un explorateur britannique,.
Pendant la Seconde Guerre mondiale, il a dirigé des missions de blocus, notamment l'opération Rubble, pour s'approvisionner en roulements à billes suédois et autres produits en acier pour la production d'armement britannique, pour lesquels il a été fait chevalier et nommé commandant de la Réserve des volontaires de la Royal Naval,,.

## Biographie
Frederick George Binney est né le 23 septembre 1900 dans le village de Great Bookham, dans le Surrey. Son père, le révérend Maximilian Frederick Breffit Binney, est le vicaire anglican de l'église St Nicholas de Sutton dans le Lancashire (aujourd'hui Merseyside), mais est nommé à St Mary Magdalene à Richmond en octobre 1900. Peu de temps après le déménagement, la mère de George, Emily (née Blinkhorn), meurt d'une pneumonie. Avec ses frères aînés, George Binney fréquente la Summer Fields School (en) à Oxford avant d'obtenir une bourse du Roi au Eton College. De là, il remporte une bourse au Merton College d'Oxford, où il devient rédacteur en chef du The Isis Magazine (en).
Alors qu'il est encore étudiant au Merton College, Binney est recruté par Julian Huxley comme secrétaire organisateur de l'expédition de l'Université d'Oxford au Spitzberg en 1921, dirigeant par la suite l'expédition arctique du Merton College de 1923 et l'expédition arctique de l'Université d'Oxford de 1924. Il est un des pionniers dans l'utilisation d'hydravions pour les travaux d'arpentage de l'Arctique et décrit cette expérience dans son livre de 1925 With Seaplane and Sledge in the Arctic. Lors de son deuxième vol avec Binney comme observateur, le moteur de l'hydravion tombé en panne. Avec le pilote, ils ont la chance d'être sauvés de la banquise par des météorologues norvégiens. L'expédition est la première à traverser le Nordaustlandet, la deuxième plus grande île de l' archipel du Svalbard. L'hydravion Avro 504O (« The Avro Arctic ») utilisé est fourni par AV Roe and Co., Ltd. et son moteur refroidi par air Lynx de 180 ch par Armstrong Siddeley.
Il conseille ensuite l'expédition de Hans Wilhelmsson Ahlmann en 1931 dans le Nordaustlandet et est secrétaire personnel de l'expédition de Sandy Glen en 1935 dans la même région. Il siège au conseil de la Royal Geographical Society de 1934 à 1953.
À la suite de ces expéditions, il travaille dans l'Arctique pour la Compagnie de la Baie d'Hudson de 1926 à 1930. Durant cette période, il écrit The Eskimo Book of Knowledge (publié par la Compagnie de la Baie d'Hudson). Lors d'une restructuration d'entreprise en 1931, le rôle de Binney dans le domaine prend fin, mais il décline l'offre d'un emploi de bureau à Winnipeg et retourne à Londres. Il y est recruté pour créer un département central d'exportation pour United Steel Companies (en) et suit une formation de neuf mois dans les aciéries de l'entreprise à Sheffield, Scunthorpe et Workington. Il a également suivi un cours à la Dundee School of Economics en 1932 puis parvient à établir une représentation d'entreprise en Amérique du Sud et en Asie et a effectuer des visites personnelles en Iran et en Chine dans les années d'avant-guerre.
En décembre 1939, il devient représentant en Suède du département de contrôle du fer et de l'acier du ministère britannique de l'Approvisionnement. Il doit aider à l'acquisition d'acier, de machines-outils et surtout de roulements à rouleaux et à billes pour le programme d'armement du Royaume-Uni. Il est également chargé par le MI6 de signaler tout ce qui pourrait l'intéresser.
À la suite des invasions allemandes de la Norvège et du Danemark en avril 1940, la navigation du Skagerrak est fermée aux navires alliés par un blocus allemand. Binney tente de contourner ce problème en envoyant du matériel via la Finlande, mais après les deux premières expéditions, les Allemands font pression sur les Finlandais pour qu'ils arrêtent tout autre transit, laissant le Skagerrak comme seule option.
Binney entreprend d'organiser une série d'opérations de blocus. La première, en janvier 1941, l'Opération Rubble, utilise cinq navires marchands norvégiens désarmés en Suède, chargés de produits sidérurgiques spécialisés. Sous le couvert du mauvais temps et des longues heures d'obscurité hivernale, tous les navires ont pu échapper aux patrouilles allemandes et atteindre la Grande-Bretagne. Une deuxième opération lancée en mars 1942, l'Opération Performance, implique six autres navires norvégiens mais est moins chanceuse. Deux navires sont contraints de rentrer en Suède, deux sont coulés et uniquement deux parviennent à atteindre la Grande-Bretagne, transportant 27 % de la cargaison initiale.
Bien que Performance ait été considérée comme un succès, il est décidé de ne pas risquer une autre tentative avec de grands navires marchands. L'opération Bridford utilise des canonnières à moteur converties, qui effectuent six voyages aller-retour entre octobre 1943 et mars 1944, transportant quelque 25 000 tonnes de marchandises. L'opération Moonshine utilisant les mêmes bateaux commence en septembre 1944, mais est retardée à plusieurs reprises en raison du mauvais temps et de défauts mécaniques ; une seule mission en janvier 1945 atteint la Suède, bien que deux des trois bateaux impliqués soient entrés en collision, entraînant la perte de l'un d'eux.
Binney a personnellement dirigé ces missions, retournant en Suède par voie aérienne, à une occasion attaché à la soute à bombes d'un bombardier De Havilland Mosquito. Pour les courses de l'Opération Bridford, il reçoit le grade effectif de Commander dans la Réserve des Volontaires de la Royal Naval pour lui donner le statut légal de Commodore de la flottille au cas où il serait capturé. Cependant, à la fin de la mission finale de Bridford, Binney fait une crise cardiaque qui empêche sa participation à l'Opération Moonshine. Après la guerre, il se rétablit complètement, mais il lui est interdit de publier un compte rendu du blocus suédois en raison du secret, et son nom n'est pas mentionné en relation avec les opérations lorsque l'histoire officielle, The War at Sea est publiée en 1956, bien que cela ait été rectifié dans les éditions ultérieures. Néanmoins, un aperçu des opérations suédoises est rendu public à la presse en 1945, qui surnomme alors Binney « le chevalier secret ».
Après la guerre, il reprend son poste chez United Steel, où il négocie d'importants contrats avec l'Iran pour la fourniture de rails en acier. Il est de nouveau vice-président de la Royal Geographical Society de 1953 à 1957 et administrateur de 1958 à 1959.

### Vie privée
Binney a acheté Horham Hall (en) comme résidence, mais vit ensuite à Jersey, où il est mort. Il s'est marié deux fois, en 1946 avec Evelyn Mary Fane (ils ont divorcé en 1954) et en 1955 avec Sonia Simms,.

## Honneurs et distinctions
Pour son travail dans l'Arctique, Binney reçoit le Back Award (en) de la Royal Geographical Society (RGS) en 1927 et la Médaille d'Or de la Roquette de la Société de géographie. En 1957, il obtient la Médaille du Fondateur du RGS.
Binney a reçu le titre de Knight Bachelor lors de la 1941 Birthday Honours (en) « pour services spéciaux dans la fourniture de matériel de guerre » et a reçu un Ordre du Service distingué en 1944 « pour son leadership et ses compétences exceptionnels ». Il a reçu la Médaille d'or de la Royal Geographical Society en 1957 (« Pour ses contributions à l'exploration de l'Arctique… l'utilisation pionnière de la technique d'enquête aérienne… et au développement de l'expédition d'exploration universitaire »).

## Publications
- 1925 : With Seaplane and Sledge in the Arctic - The account of the 1924 Oxford Arctic Expedition, Londres, Hutchinson & Co
- 1929 : Hudson Bay in 1928 in Geographical Journal, vol 74, no 1, p. 1–27.
- 1931 : The Eskimo Book of Knowledge, Londres, Hudson's Bay Co.